# 萊氏蕗蕨
萊氏蕗蕨（学名：Hymenophyllum wrightii）为膜蕨科膜蕨屬下的一个种。种名 wrightii 以19世纪美国生物学家Charles Wright的名字命名。